# Quintus Curtius Rufus (Suffektkonsul)
Quintus Curtius Rufus war ein römischer Politiker und Senator des 1. Jahrhunderts n. Chr.
Aus Berichten des Tacitus und des Plinius sind die Grundzüge der Laufbahn des Rufus bekannt. Obwohl er aus den niedrigsten Volksklassen stammte (angeblich war er Sohn eines Gladiators), gelang es ihm, durch die Vermittlung seiner Freunde und eigene Tüchtigkeit, später auch durch kaiserliche Gunst, die senatorische Ämterlaufbahn zu absolvieren.
Die Quästur und die Prätur (16/21?) werden erwähnt (diese erhielt er sogar als Kandidat des Kaisers), dann scheint er lange auf den Konsulat gewartet zu haben, bis er schließlich im Jahr 43 den Suffektkonsulat bekleidete. Kurz danach, im Jahr 47, war er Legat der Streitkräfte in Obergermanien und erhielt als solcher die ornamenta triumphalia, obwohl er lediglich im Gebiet der Mattiaker Soldaten nach Silber suchen ließ. Wie man ihm in seiner Jugend geweissagt hatte (Du bist es, Rufus, der in diese Provinz als Prokonsul kommen wird), wurde er – wahrscheinlich unter Kaiser Nero – Prokonsul der Provinz Africa, in der er später auch starb. Ursula Vogel-Weidemann hat diese Statthalterschaft mit einer gewissen Unsicherheit auf das Amtsjahr 58/59 datiert.